# Lista de participantes do Campeonato Mundial de Ciclismo em Pista de 2011
Esta é uma lista de participantes do Campeonato Mundial de Ciclismo em Pista de 2011. Note que nem todos os ciclistas competiram no campeonato ou que tenham competido em todos os eventos registrados.
| Ordem | Ciclista                          | País           | Data de nascimento (idade)      |
| ----- | --------------------------------- | -------------- | ------------------------------- |
| 60    | Sebastian Donadio                 | Argentina      | janeiro 5, de 1972 (39 anos)    |
| 61    | Gerardo Luis Fernandez            | Argentina      | março 29, de 1977 (33 anos)     |
| 62    | Jack Bobridge                     | Austrália      | julho 13, de 1989 (21 anos)     |
| 63    | Rohan Dennis                      | Austrália      | maio 28, de 1990 (20 anos)      |
| 64    | Luke Durbridge                    | Austrália      | abril 9, de 1991 (19 anos)      |
| 65    | Daniel Ellis                      | Austrália      | outubro 7, de 1988 (22 anos)    |
| 1     | Michael Freiberg                  | Austrália      | outubro 10, de 1990 (20 anos)   |
| 66    | Matthew Glaetzer                  | Austrália      | agosto 24, de 1992 (18 anos)    |
| 67    | Michael Hepburn                   | Austrália      | agosto 17, de 1991 (19 anos)    |
| 68    | Leigh Howard                      | Austrália      | outubro 18, de 1989 (21 anos)   |
| 69    | Cameron Meyer                     | Austrália      | janeiro 11, de 1988 (23 anos)   |
| 70    | Jason Niblett                     | Austrália      | fevereiro 18, de 1983 (28 anos) |
| 71    | Shane Perkins                     | Austrália      | dezembro 30, de 1986 (24 anos)  |
| 72    | Scott Sunderland                  | Austrália      | março 16, de 1988 (23 anos)     |
| 79    | Andreas Graf                      | Áustria        | agosto 7, de 1985 (25 anos)     |
| 80    | Andreas Mueller                   | Áustria        | novembro 25, de 1979 (31 anos)  |
| 81    | Werner Riebenbauer                | Áustria        | julho 7, de 1974 (36 anos)      |
| 82    | Nicky Cocquyt                     | Bélgica        | outubro 14, de 1984 (26 anos)   |
| 83    | Dominique Cornu                   | Bélgica        | outubro 10, de 1985 (25 anos)   |
| 84    | Kenny De Ketele                   | Bélgica        | junho 5, de 1985 (25 anos)      |
| 85    | Ingmar De Poortere                | Bélgica        | maio 27, de 1984 (26 anos)      |
| 86    | Jonathan Dufrasne                 | Bélgica        | agosto 2, de 1987 (23 anos)     |
| 87    | Tim Mertens                       | Bélgica        | fevereiro 7, de 1986 (25 anos)  |
| 3     | Gijs Van Hoecke                   | Bélgica        | novembro 12, de 1991 (19 anos)  |
| 94    | Hugo Barrette                     | Canadá         | julho 4, de 1991 (19 anos)      |
| 6     | Zachary Bell                      | Canadá         | novembro 14, de 1982 (28 anos)  |
| 95    | Thomas Hums                       | Canadá         | agosto 15, de 1989 (21 anos)    |
| 96    | Scott Mulder                      | Canadá         | junho 22, de 1992 (18 anos)     |
| 101   | Antonio Roberto Cabrera Torres    | Chile          | novembro 10, de 1981 (29 anos)  |
| 102   | Cristopher Mansilla               | Chile          | maio 24, de 1990 (20 anos)      |
| 8     | Luis Mansilla                     | Chile          | julho 26, de 1986 (24 anos)     |
| 103   | Pablo Seisdedos                   | Chile          | janeiro 26, de 1988 (23 anos)   |
| 104   | Luis Fernando Sepulveda           | Chile          | abril 8, de 1974 (36 anos)      |
| 106   | Saifei Bao                        | China          | setembro 26, de 1989 (21 anos)  |
| 107   | Changsong Cheng                   | China          | abril 11, de 1985 (25 anos)     |
| 108   | Qi Tang                           | China          | outubro 20, de 1986 (24 anos)   |
| 109   | Lei Zhang                         | China          | abril 4, de 1981 (29 anos)      |
| 110   | Miao Zhang                        | China          | agosto 12, de 1988 (22 anos)    |
| 9     | Juan Esteban Arango Carvajal      | Colômbia       | outubro 6, de 1986 (24 anos)    |
| 117   | Arles Antonio Castro Laverde      | Colômbia       | julho 17, de 1979 (31 anos)     |
| 118   | Avila Vanegas Edwin Alcibiades    | Colômbia       | novembro 21, de 1989 (21 anos)  |
| 119   | Puerta Zapata Fabian Hernando     | Colômbia       | julho 12, de 1991 (19 anos)     |
| 120   | Baron Castillo Felix Alejandro    | Colômbia       | novembro 7, de 1991 (19 anos)   |
| 121   | Ruben Dario Murillo Minota        | Colômbia       | janeiro 29, de 1990 (21 anos)   |
| 122   | Weimar Alfonso Roldan Ortiz       | Colômbia       | maio 17, de 1985 (25 anos)      |
| 123   | Christian Leandro Tamayo Saavedra | Colômbia       | março 21, de 1991 (20 anos)     |
| 124   | Carlos Alberto Uran Arroyave      | Colômbia       | janeiro 6, de 1980 (31 anos)    |
| 129   | Tomas Babek                       | Chéquia        | junho 4, de 1987 (23 anos)      |
| 130   | Martin Blaha                      | Chéquia        | setembro 12, de 1977 (33 anos)  |
| 131   | Jiri Hochmann                     | Chéquia        | outubro 1, de 1986 (24 anos)    |
| 132   | Milan Kadlec                      | Chéquia        | outubro 13, de 1974 (36 anos)   |
| 12    | Alois Kankovsky                   | Chéquia        | julho 19, de 1983 (27 anos)     |
| 133   | Adam Ptacnik                      | Chéquia        | dezembro 4, de 1985 (25 anos)   |
| 134   | Denis Spicka                      | Chéquia        | agosto 29, de 1988 (22 anos)    |
| 136   | Niki Byrgesen                     | Dinamarca      | julho 21, de 1990 (20 anos)     |
| 14    | Lasse Norman Hansen               | Dinamarca      | fevereiro 11, de 1992 (19 anos) |
| 137   | Rasmus Christian Quaade           | Dinamarca      | janeiro 7, de 1990 (21 anos)    |
| 138   | Christian Ranneries               | Dinamarca      | maio 5, de 1988 (22 anos)       |
| 139   | Casper Von Folsach                | Dinamarca      | março 30, de 1993 (17 anos)     |
| 140   | Pablo Aitor Bernal Rosique        | Espanha        | agosto 25, de 1986 (24 anos)    |
| 141   | Ruben Donet Gregori               | Espanha        | abril 3, de 1983 (27 anos)      |
| 142   | Unai Elorriaga Zubiaur            | Espanha        | junho 22, de 1980 (30 anos)     |
| 143   | Sergi Escobar Roure               | Espanha        | setembro 22, de 1974 (36 anos)  |
| 144   | Itmar Esteban Herraiz             | Espanha        | novembro 19, de 1983 (27 anos)  |
| 145   | Asier Maeztu Billelabeitia        | Espanha        | outubro 14, de 1977 (33 anos)   |
| 146   | Hodei Mazquiaran Uria             | Espanha        | dezembro 16, de 1988 (22 anos)  |
| 147   | David Muntaner Juaneda            | Espanha        | julho 12, de 1983 (27 anos)     |
| 148   | Juan Peralta Gascon               | Espanha        | maio 17, de 1990 (20 anos)      |
| 15    | Eloy Teruel Rovira                | Espanha        | novembro 20, de 1982 (28 anos)  |
| 152   | Gregory Bauge                     | França         | janeiro 31, de 1985 (26 anos)   |
| 153   | Mickaël Bourgain                  | França         | maio 28, de 1980 (30 anos)      |
| 154   | Vivien Brisse                     | França         | abril 8, de 1988 (22 anos)      |
| 17    | Bryan Coquard                     | França         | abril 25, de 1992 (18 anos)     |
| 156   | Michaël D'Almeida                 | França         | setembro 3, de 1987 (23 anos)   |
| 155   | Benoit Daeninck                   | França         | dezembro 27, de 1981 (29 anos)  |
| 157   | Julien Duval                      | França         | maio 27, de 1990 (20 anos)      |
| 158   | Morgan Kneisky                    | França         | agosto 31, de 1987 (23 anos)    |
| 159   | Quentin Lafargue                  | França         | novembro 17, de 1990 (20 anos)  |
| 160   | Julien Morice                     | França         | julho 20, de 1991 (19 anos)     |
| 161   | Jonathan Mouchel                  | França         | janeiro 22, de 1985 (26 anos)   |
| 162   | François Pervis                   | França         | outubro 16, de 1984 (26 anos)   |
| 163   | Kévin Sireau                      | França         | abril 18, de 1987 (23 anos)     |
| 167   | Steven Burke                      | Grã-Bretanha   | março 4, de 1988 (23 anos)      |
| 19    | Edward Clancy                     | Grã-Bretanha   | março 12, de 1985 (26 anos)     |
| 168   | Matthew Crampton                  | Grã-Bretanha   | maio 23, de 1986 (24 anos)      |
| 169   | Ross Edgar                        | Grã-Bretanha   | janeiro 3, de 1983 (28 anos)    |
| 170   | Samuel Harrison                   | Grã-Bretanha   | junho 24, de 1992 (18 anos)     |
| 171   | Chris Hoy                         | Grã-Bretanha   | março 23, de 1976 (35 anos)     |
| 172   | Peter Kennaugh                    | Grã-Bretanha   | junho 15, de 1989 (21 anos)     |
| 173   | Jason Kenny                       | Grã-Bretanha   | março 23, de 1988 (23 anos)     |
| 174   | Andrew Tennant                    | Grã-Bretanha   | março 9, de 1987 (24 anos)      |
| 181   | Nikias Arndt                      | Alemanha       | novembro 18, de 1991 (19 anos)  |
| 182   | Marcel Barth                      | Alemanha       | maio 22, de 1986 (24 anos)      |
| 183   | Robert Bengsch                    | Alemanha       | outubro 6, de 1983 (27 anos)    |
| 184   | Henning Bommel                    | Alemanha       | fevereiro 23, de 1983 (28 anos) |
| 185   | Stefan Bötticher                  | Alemanha       | fevereiro 1, de 1992 (19 anos)  |
| 186   | Sebastian Doehrer                 | Alemanha       | maio 24, de 1985 (25 anos)      |
| 187   | Joachim Eilers                    | Alemanha       | abril 2, de 1990 (20 anos)      |
| 188   | Rene Enders                       | Alemanha       | fevereiro 13, de 1987 (24 anos) |
| 189   | Robert Forstemann                 | Alemanha       | março 5, de 1986 (25 anos)      |
| 190   | Maximilian Levy                   | Alemanha       | junho 26, de 1987 (23 anos)     |
| 191   | Ralf Matzka                       | Alemanha       | agosto 24, de 1989 (21 anos)    |
| 21    | Erik Mohs                         | Alemanha       | outubro 12, de 1986 (24 anos)   |
| 192   | Stefan Nimke                      | Alemanha       | março 1, de 1978 (33 anos)      |
| 194   | Franz Schiewer                    | Alemanha       | novembro 15, de 1990 (20 anos)  |
| 193   | Stefan Schäfer                    | Alemanha       | janeiro 6, de 1986 (25 anos)    |
| 195   | Jakob Steigmiller                 | Alemanha       | janeiro 1, de 1990 (21 anos)    |
| 202   | Georgios Bouglas                  | Grécia         | novembro 17, de 1990 (20 anos)  |
| 203   | Konstantinos Christodoulou        | Grécia         | fevereiro 28, de 1986 (25 anos) |
| 204   | Dimitrios Polydoropoulos          | Grécia         | março 31, de 1989 (21 anos)     |
| 23    | Ioannis Tamouridis                | Grécia         | junho 3, de 1980 (30 anos)      |
| 205   | Polychronis Tzortzakis            | Grécia         | janeiro 3, de 1989 (22 anos)    |
| 206   | Christos Volikakis                | Grécia         | março 25, de 1988 (22 anos)     |
| 207   | Zafeirios Volikakis               | Grécia         | junho 20, de 1989 (21 anos)     |
| 210   | King Lok Cheung                   | Hong Kong      | fevereiro 8, de 1991 (20 anos)  |
| 211   | King Wai Cheung                   | Hong Kong      | setembro 3, de 1985 (25 anos)   |
| 212   | Ki Ho Choi                        | Hong Kong      | maio 5, de 1991 (19 anos)       |
| 24    | Ho Ting Kwok                      | Hong Kong      | fevereiro 26, de 1988 (23 anos) |
| 26    | Martyn Irvine                     | Irlanda        | junho 6, de 1985 (25 anos)      |
| 217   | Omar Bertazzo                     | Itália         | janeiro 7, de 1989 (22 anos)    |
| 218   | Francesco Ceci                    | Itália         | dezembro 18, de 1989 (21 anos)  |
| 219   | Davide Cimolai                    | Itália         | agosto 13, de 1989 (21 anos)    |
| 220   | Giairo Ermeti                     | Itália         | abril 7, de 1981 (29 anos)      |
| 221   | Michele Scartezzini               | Itália         | janeiro 10, de 1992 (19 anos)   |
| 27    | Elia Viviani                      | Itália         | fevereiro 7, de 1989 (22 anos)  |
| 227   | Kazuki Amagai                     | Japão          | janeiro 14, de 1990 (21 anos)   |
| 228   | Kota Asai                         | Japão          | junho 22, de 1984 (26 anos)     |
| 229   | Tsubasa Kitatsuru                 | Japão          | abril 26, de 1985 (25 anos)     |
| 28    | Kazuhiro Mori                     | Japão          | setembro 17, de 1982 (28 anos)  |
| 230   | Yudai Nitta                       | Japão          | janeiro 25, de 1986 (25 anos)   |
| 231   | Kazunari Watanabe                 | Japão          | agosto 12, de 1983 (27 anos)    |
| 234   | Berik Kupeshov                    | Cazaquistão    | janeiro 30, de 1987 (24 anos)   |
| 243   | Muhd Arfy Qhairant Amran          | Malásia        | setembro 21, de 1993 (17 anos)  |
| 244   | Muhammad Edrus Md Yunos           | Malásia        | julho 19, de 1987 (23 anos)     |
| 245   | Josiah Ng Onn Lam                 | Malásia        | fevereiro 2, de 1980 (31 anos)  |
| 246   | Mohd Rizal Tisin                  | Malásia        | junho 20, de 1984 (26 anos)     |
| 250   | Theo Bos                          | Países Baixos  | agosto 22, de 1983 (27 anos)    |
| 251   | Matthijs Buchli                   | Países Baixos  | dezembro 13, de 1992 (18 anos)  |
| 252   | Hugo Haak                         | Países Baixos  | outubro 29, de 1991 (19 anos)   |
| 253   | Levi Heimans                      | Países Baixos  | julho 24, de 1985 (25 anos)     |
| 254   | Jenning Huizenga                  | Países Baixos  | março 29, de 1984 (26 anos)     |
| 255   | Teun Mulder                       | Países Baixos  | junho 18, de 1981 (29 anos)     |
| 256   | Peter Schep                       | Países Baixos  | março 8, de 1977 (34 anos)      |
| 257   | Nick Stopler                      | Países Baixos  | novembro 22, de 1990 (20 anos)  |
| 258   | Wim Stroetinga                    | Países Baixos  | maio 23, de 1985 (25 anos)      |
| 259   | Roy Van Den Berg                  | Países Baixos  | setembro 8, de 1988 (22 anos)   |
| 260   | Arno Van Der Zwet                 | Países Baixos  | maio 7, de 1986 (24 anos)       |
| 32    | Tim Veldt                         | Países Baixos  | fevereiro 14, de 1984 (27 anos) |
| 261   | Michael Vingerling                | Países Baixos  | junho 28, de 1990 (20 anos)     |
| 262   | Sipke Zijlstra                    | Países Baixos  | abril 13, de 1985 (25 anos)     |
| 34    | Shane Archbold                    | Nova Zelândia  | fevereiro 2, de 1989 (22 anos)  |
| 269   | Sam Bewley                        | Nova Zelândia  | julho 22, de 1987 (23 anos)     |
| 270   | Edward Dawkins                    | Nova Zelândia  | julho 11, de 1989 (21 anos)     |
| 271   | Aaron Gate                        | Nova Zelândia  | novembro 26, de 1990 (20 anos)  |
| 272   | Peter Latham                      | Nova Zelândia  | janeiro 8, de 1984 (27 anos)    |
| 273   | Ethan Mitchell                    | Nova Zelândia  | fevereiro 19, de 1991 (20 anos) |
| 274   | Marc Ryan                         | Nova Zelândia  | outubro 14, de 1982 (28 anos)   |
| 275   | Thomas Scully                     | Nova Zelândia  | janeiro 14, de 1990 (21 anos)   |
| 276   | Jesse Sergent                     | Nova Zelândia  | julho 8, de 1988 (22 anos)      |
| 277   | Simon Van Velthooven              | Nova Zelândia  | dezembro 8, de 1988 (22 anos)   |
| 278   | Sam Webster                       | Nova Zelândia  | julho 16, de 1991 (19 anos)     |
| 283   | Maciej Bielecki                   | Polónia        | maio 19, de 1987 (23 anos)      |
| 284   | Kamil Kuczynski                   | Polónia        | março 23, de 1985 (26 anos)     |
| 36    | Rafal Ratajczyk                   | Polónia        | abril 5, de 1983 (27 anos)      |
| 285   | Grzegorz Stepniak                 | Polónia        | março 24, de 1989 (21 anos)     |
| 286   | Adrian Teklinski                  | Polónia        | novembro 3, de 1989 (21 anos)   |
| 287   | Damian Zielinski                  | Polónia        | dezembro 2, de 1981 (29 anos)   |
| 291   | Bernard Esterhuizen               | África do Sul  | outubro 4, de 1992 (18 anos)    |
| 292   | Sergey Borisov                    | Rússia         | janeiro 25, de 1983 (28 anos)   |
| 293   | Denis Dmitriev                    | Rússia         | março 23, de 1986 (25 anos)     |
| 294   | Alexander Khatuntsev              | Rússia         | fevereiro 11, de 1985 (26 anos) |
| 295   | Evgeny Kovalev                    | Rússia         | março 6, de 1989 (22 anos)      |
| 296   | Ivan Kovalev                      | Rússia         | julho 26, de 1986 (24 anos)     |
| 297   | Andrey Kubeev                     | Rússia         | novembro 9, de 1987 (23 anos)   |
| 298   | Sergey Kucherov                   | Rússia         | julho 18, de 1980 (30 anos)     |
| 299   | Victor Manakov                    | Rússia         | junho 9, de 1992 (18 anos)      |
| 38    | Alexey Markov                     | Rússia         | maio 26, de 1979 (31 anos)      |
| 300   | Ivan Savitskiy                    | Rússia         | março 6, de 1992 (19 anos)      |
| 301   | Alexander Serov                   | Rússia         | novembro 12, de 1982 (28 anos)  |
| 302   | Pavel Yakushevskiy                | Rússia         | setembro 24, de 1987 (23 anos)  |
| 303   | Kirill Yatsevich                  | Rússia         | janeiro 9, de 1992 (19 anos)    |
| 304   | Nikolay Zhurkin                   | Rússia         | maio 5, de 1991 (19 anos)       |
| 311   | Kristjan Gregoric                 | Eslovénia      | fevereiro 20, de 1989 (22 anos) |
| 312   | Alexander Aeschbach               | Suíça          | junho 9, de 1974 (36 anos)      |
| 313   | Silvan Dillier                    | Suíça          | agosto 3, de 1990 (20 anos)     |
| 314   | Claudio Imhof                     | Suíça          | setembro 26, de 1990 (20 anos)  |
| 315   | Tristan Marguet                   | Suíça          | agosto 22, de 1987 (23 anos)    |
| 316   | Kilian Moser                      | Suíça          | julho 29, de 1988 (22 anos)     |
| 317   | Loïc Perizzolo                    | Suíça          | outubro 20, de 1988 (22 anos)   |
| 320   | Turakit Boonratanathanakorn       | Tailândia      | abril 18, de 1989 (21 anos)     |
| 322   | Yevhen Bolibrukh                  | Ucrânia        | agosto 15, de 1983 (27 anos)    |
| 323   | Sergiy Lagkuti                    | Ucrânia        | abril 24, de 1985 (25 anos)     |
| 324   | Maksym Polischuk                  | Ucrânia        | junho 15, de 1984 (26 anos)     |
| 325   | Mykhaylo Radionov                 | Ucrânia        | setembro 9, de 1984 (26 anos)   |
| 326   | Vitaliy Shchedov                  | Ucrânia        | julho 31, de 1987 (23 anos)     |
| 332   | Michael Blatchford                | Estados Unidos | janeiro 29, de 1986 (25 anos)   |
| 43    | Bobby Lea                         | Estados Unidos | outubro 17, de 1983 (27 anos)   |
| 333   | Giddeon Massie                    | Estados Unidos | agosto 27, de 1981 (29 anos)    |
| 334   | Dean Tracy                        | Estados Unidos | janeiro 14, de 1985 (26 anos)   |
| 339   | Roman Dronin                      | Uzbequistão    | março 23, de 1983 (28 anos)     |
| 45    | Vladimir Tuychiev                 | Uzbequistão    | março 23, de 1983 (28 anos)     |
| 340   | Hersony Gadiel Canelon Vera       | Venezuela      | dezembro 8, de 1988 (22 anos)   |
| 341   | Cesar Mervin Marcano Sanchez      | Venezuela      | outubro 22, de 1987 (23 anos)   |
| 342   | Angel Ramiro Pulgar Araujo        | Venezuela      | fevereiro 7, de 1989 (22 anos)  |

| Ordem | Ciclista                           | País           | Data de nascimento (idade)      |
| ----- | ---------------------------------- | -------------- | ------------------------------- |
| 73    | Katherine Bates                    | Austrália      | maio 18, de 1982 (28 anos)      |
| 2     | Amy Cure                           | Austrália      | dezembro 31, de 1992 (18 anos)  |
| 74    | Sarah Kent                         | Austrália      | fevereiro 10, de 1990 (21 anos) |
| 75    | Kaarle McCulloch                   | Austrália      | janeiro 20, de 1988 (23 anos)   |
| 76    | Anna Meares                        | Austrália      | setembro 21, de 1983 (27 anos)  |
| 77    | Emily Rosemond                     | Austrália      | março 11, de 1986 (25 anos)     |
| 78    | Josephine Tomic                    | Austrália      | junho 9, de 1989 (21 anos)      |
| 88    | Els Belmans                        | Bélgica        | março 30, de 1983 (27 anos)     |
| 89    | Gilke Croket                       | Bélgica        | novembro 1, de 1992 (18 anos)   |
| 4     | Jolien D'Hoore                     | Bélgica        | março 14, de 1990 (21 anos)     |
| 90    | Jessie Daams                       | Bélgica        | maio 28, de 1990 (20 anos)      |
| 91    | Alena Dylko                        | Bielorrússia   | setembro 14, de 1988 (22 anos)  |
| 92    | Olga Panarina                      | Bielorrússia   | setembro 16, de 1985 (25 anos)  |
| 93    | Aksana Papko                       | Bielorrússia   | novembro 16, de 1988 (22 anos)  |
| 5     | Tatsiana Sharakova                 | Bielorrússia   | julho 31, de 1984 (26 anos)     |
| 97    | Laura Brown                        | Canadá         | novembro 27, de 1986 (24 anos)  |
| 98    | Clara Hughes                       | Canadá         | setembro 27, de 1972 (38 anos)  |
| 99    | Stephanie Roorda                   | Canadá         | dezembro 3, de 1986 (24 anos)   |
| 100   | Monique Sullivan                   | Canadá         | fevereiro 21, de 1989 (22 anos) |
| 7     | Tara Whitten                       | Canadá         | julho 13, de 1980 (30 anos)     |
| 105   | Paola Munoz                        | Chile          | abril 13, de 1986 (24 anos)     |
| 111   | Jinjie Gong                        | China          | novembro 12, de 1986 (24 anos)  |
| 112   | Shuang Guo                         | China          | fevereiro 26, de 1986 (25 anos) |
| 113   | Fan Jiang                          | China          | março 18, de 1990 (21 anos)     |
| 114   | Wenwen Jiang                       | China          | novembro 23, de 1986 (24 anos)  |
| 115   | Lin Junhong                        | China          | dezembro 9, de 1990 (20 anos)   |
| 116   | Jing Liang                         | China          | janeiro 4, de 1985 (26 anos)    |
| 10    | Maria Luisa Calle Williams         | Colômbia       | outubro 3, de 1968 (42 anos)    |
| 125   | Diana Maria Garcia Orrego          | Colômbia       | março 17, de 1982 (29 anos)     |
| 126   | Juliana Gaviria Rendon             | Colômbia       | março 31, de 1991 (19 anos)     |
| 127   | Yoanka Gonzalez Perez              | Cuba           | janeiro 9, de 1976 (35 anos)    |
| 128   | Lisandra Guerra Rodriguez          | Cuba           | outubro 31, de 1987 (23 anos)   |
| 11    | Marlies Mejias Garcia              | Cuba           | dezembro 29, de 1992 (18 anos)  |
| 13    | Jarmila Machacova                  | Chéquia        | janeiro 9, de 1986 (25 anos)    |
| 135   | Lucie Zaleska                      | Chéquia        | julho 7, de 1991 (19 anos)      |
| 149   | Tania Calvo Barbero                | Espanha        | junho 26, de 1992 (18 anos)     |
| 150   | Helena Casas Roige                 | Espanha        | julho 24, de 1988 (22 anos)     |
| 151   | Debora Galvez Lopez                | Espanha        | maio 17, de 1985 (25 anos)      |
| 16    | Leire Olaberria Dorronsoro         | Espanha        | fevereiro 17, de 1977 (34 anos) |
| 164   | Sandie Clair                       | França         | abril 1, de 1988 (22 anos)      |
| 165   | Virginie Cueff                     | França         | junho 18, de 1988 (22 anos)     |
| 18    | Pascale Jeuland                    | França         | junho 2, de 1987 (23 anos)      |
| 166   | Clara Sanchez                      | França         | setembro 20, de 1983 (27 anos)  |
| 175   | Wendy Houvenaghel                  | Grã-Bretanha   | novembro 27, de 1974 (36 anos)  |
| 176   | Rebecca Angharad James             | Grã-Bretanha   | novembro 29, de 1991 (19 anos)  |
| 177   | Danielle King                      | Grã-Bretanha   | novembro 21, de 1990 (20 anos)  |
| 178   | Victoria Pendleton                 | Grã-Bretanha   | setembro 24, de 1980 (30 anos)  |
| 179   | Joanna Rowsell                     | Grã-Bretanha   | dezembro 5, de 1988 (22 anos)   |
| 20    | Laura Trott                        | Grã-Bretanha   | abril 24, de 1992 (18 anos)     |
| 180   | Jessica Varnish                    | Grã-Bretanha   | novembro 19, de 1990 (20 anos)  |
| 196   | Charlotte Becker                   | Alemanha       | maio 19, de 1983 (27 anos)      |
| 22    | Lisa Brennauer                     | Alemanha       | junho 8, de 1988 (22 anos)      |
| 197   | Elke Gebhardt                      | Alemanha       | julho 22, de 1983 (27 anos)     |
| 198   | Verena Joos                        | Alemanha       | janeiro 9, de 1979 (32 anos)    |
| 199   | Madeleine Sandig                   | Alemanha       | agosto 12, de 1983 (27 anos)    |
| 200   | Kristina Vogel                     | Alemanha       | novembro 10, de 1990 (20 anos)  |
| 201   | Miriam Welte                       | Alemanha       | dezembro 9, de 1986 (24 anos)   |
| 208   | Angeliki Koutsonikoli              | Grécia         | junho 2, de 1989 (21 anos)      |
| 209   | Dimitra Patapi                     | Grécia         | fevereiro 3, de 1992 (19 anos)  |
| 25    | Xiao Juan Diao                     | Hong Kong      | março 15, de 1986 (25 anos)     |
| 213   | Wai Sze Lee                        | Hong Kong      | maio 12, de 1987 (23 anos)      |
| 214   | Zhao Juan Meng                     | Hong Kong      | dezembro 14, de 1989 (21 anos)  |
| 215   | Wan Yiu Jamie Wong                 | Hong Kong      | novembro 4, de 1986 (24 anos)   |
| 216   | Caroline Ryan                      | Irlanda        | outubro 10, de 1979 (31 anos)   |
| 222   | Monia Baccaille                    | Itália         | abril 10, de 1984 (26 anos)     |
| 223   | Giorgia Bronzini                   | Itália         | agosto 3, de 1983 (27 anos)     |
| 224   | Annalisa Cucinotta                 | Itália         | março 4, de 1986 (25 anos)      |
| 225   | Barbara Guarischi                  | Itália         | fevereiro 10, de 1990 (21 anos) |
| 226   | Tatiana Guderzo                    | Itália         | agosto 22, de 1984 (26 anos)    |
| 232   | Kanako Kase                        | Japão          | maio 31, de 1980 (30 anos)      |
| 233   | Ryoko Nakagawa                     | Japão          | maio 29, de 1984 (26 anos)      |
| 29    | Minami Uwano                       | Japão          | maio 18, de 1991 (19 anos)      |
| 235   | Won Gyeong Kim                     | Coreia do Sul  | janeiro 27, de 1990 (21 anos)   |
| 30    | Min Hye Lee                        | Coreia do Sul  | outubro 11, de 1985 (25 anos)   |
| 236   | Eun-mi Park                        | Coreia do Sul  | julho 6, de 1987 (23 anos)      |
| 237   | Gintare Gaivenyte                  | Lituânia       | abril 23, de 1986 (24 anos)     |
| 238   | Simona Krupeckaite                 | Lituânia       | dezembro 13, de 1982 (28 anos)  |
| 239   | Svetlana Pauliukaite               | Lituânia       | julho 31, de 1985 (25 anos)     |
| 240   | Vaida Pikauskaite                  | Lituânia       | março 29, de 1991 (19 anos)     |
| 31    | Vilija Sereikaite                  | Lituânia       | fevereiro 12, de 1987 (24 anos) |
| 241   | Ausrine Trebaite                   | Lituânia       | outubro 18, de 1988 (22 anos)   |
| 242   | Egle Zablockyte                    | Lituânia       | maio 24, de 1989 (21 anos)      |
| 247   | Fatehah Mustapa                    | Malásia        | março 12, de 1989 (22 anos)     |
| 248   | Sofia Arreola Navarro              | México         | abril 22, de 1991 (19 anos)     |
| 249   | Luz Daniela Gaxiola Gonzalez       | México         | novembro 25, de 1992 (18 anos)  |
| 263   | Yvonne Hijgenaar                   | Países Baixos  | maio 15, de 1980 (30 anos)      |
| 264   | Willy Kanis                        | Países Baixos  | julho 27, de 1984 (26 anos)     |
| 265   | Vera Koedooder                     | Países Baixos  | outubro 31, de 1983 (27 anos)   |
| 266   | Amy Pieters                        | Países Baixos  | junho 1, de 1991 (19 anos)      |
| 267   | Ellen Van Dijk                     | Países Baixos  | fevereiro 11, de 1987 (24 anos) |
| 268   | Marianne Vos                       | Países Baixos  | maio 13, de 1987 (23 anos)      |
| 33    | Kirsten Wild                       | Países Baixos  | outubro 15, de 1982 (28 anos)   |
| 279   | Kaytee Boyd                        | Nova Zelândia  | fevereiro 8, de 1978 (33 anos)  |
| 280   | Lauren Ellis                       | Nova Zelândia  | abril 19, de 1989 (21 anos)     |
| 35    | Joanne Kiesanowski                 | Nova Zelândia  | maio 24, de 1979 (31 anos)      |
| 281   | Jaime Nielsen                      | Nova Zelândia  | setembro 3, de 1985 (25 anos)   |
| 282   | Alison Shanks                      | Nova Zelândia  | dezembro 13, de 1982 (28 anos)  |
| 288   | Edyta Jasinska                     | Polónia        | novembro 28, de 1986 (24 anos)  |
| 289   | Katarzyna Pawlowska                | Polónia        | agosto 16, de 1989 (21 anos)    |
| 290   | Natalia Rutkowska                  | Polónia        | janeiro 21, de 1991 (20 anos)   |
| 37    | Malgorzata Wojtyra                 | Polónia        | setembro 21, de 1989 (21 anos)  |
| 305   | Verena Absalyamova                 | Rússia         | abril 11, de 1986 (24 anos)     |
| 306   | Viktoria Baranova                  | Rússia         | fevereiro 6, de 1990 (21 anos)  |
| 307   | Anastasia Chulkova                 | Rússia         | março 7, de 1985 (26 anos)      |
| 308   | Ekaterina Gnidenko                 | Rússia         | dezembro 11, de 1992 (18 anos)  |
| 309   | Victoria Kondel                    | Rússia         | outubro 6, de 1987 (23 anos)    |
| 39    | Evgenya Romanyuta                  | Rússia         | janeiro 22, de 1988 (23 anos)   |
| 310   | Olga Streltsova                    | Rússia         | fevereiro 25, de 1987 (24 anos) |
| 40    | Pascale Schnider                   | Suíça          | outubro 18, de 1984 (26 anos)   |
| 318   | Andrea Wolfer                      | Suíça          | dezembro 16, de 1987 (23 anos)  |
| 319   | Alzbeta Pavlendova                 | Eslováquia     | fevereiro 6, de 1990 (21 anos)  |
| 41    | Jutatip Maneephan                  | Tailândia      | julho 8, de 1988 (22 anos)      |
| 321   | Chanpeng Nontasin                  | Tailândia      | outubro 9, de 1984 (26 anos)    |
| 42    | Mei Yu Hsiao                       | Taipé Chinesa  | janeiro 7, de 1985 (26 anos)    |
| 327   | Svitlana Galyuk                    | Ucrânia        | novembro 19, de 1987 (23 anos)  |
| 328   | Lesya Kalitovska                   | Ucrânia        | fevereiro 13, de 1988 (23 anos) |
| 329   | Iryna Papezhuk                     | Ucrânia        | julho 26, de 1986 (24 anos)     |
| 330   | Lyubov Shulika                     | Ucrânia        | julho 16, de 1988 (22 anos)     |
| 331   | Anna Solovey                       | Ucrânia        | janeiro 31, de 1992 (19 anos)   |
| 335   | Dotsie Bausch                      | Estados Unidos | março 6, de 1973 (38 anos)      |
| 44    | Sarah Hammer                       | Estados Unidos | agosto 18, de 1983 (27 anos)    |
| 336   | Cari Higgins                       | Estados Unidos | outubro 5, de 1976 (34 anos)    |
| 337   | Jennie Reed                        | Estados Unidos | abril 20, de 1978 (32 anos)     |
| 338   | Lauren Tamayo                      | Estados Unidos | outubro 25, de 1983 (27 anos)   |
| 343   | Danielys Del Valle Garcia Buitrago | Venezuela      | agosto 20, de 1986 (24 anos)    |
| 46    | Angie Sabrina Gonzalez Garcia      | Venezuela      | janeiro 3, de 1981 (30 anos)    |